# Villebéon
Villebéon ist eine französische Gemeinde im Département Seine-et-Marne in der Region Île-de-France. Sie gehört zum Arrondissement Fontainebleau und zum Kanton Nemours (bis 2015: Kanton Lorrez-le-Bocage-Préaux). Die Bewohner nennen sich die Villebéonnais oder Villebéonnaises.

## Geographie
Sie grenzt im Nordwesten an Lorrez-le-Bocage-Préaux, im Nordosten an Vaux-sur-Lunain, im Südosten an Jouy und im Südwesten an Égreville.

## Bevölkerungsentwicklung
| Jahr                      | 1962 | 1968 | 1975 | 1982 | 1990 | 1999 | 2006 | 2013 |
| ------------------------- | ---- | ---- | ---- | ---- | ---- | ---- | ---- | ---- |
| Einwohner                 | 308  | 234  | 253  | 303  | 356  | 406  | 466  | 473  |
| Quelle: Cassini und INSEE |      |      |      |      |      |      |      |      |

## Sehenswürdigkeiten
Siehe auch: Liste der Monuments historiques in Villebéon
- Kapelle Saint-Laurent (Monument historique)
- Kirche Sainte-Avoye
- Kriegerdenkmal anlässlich des Ende des Ersten Weltkrieges im Jahr 1918

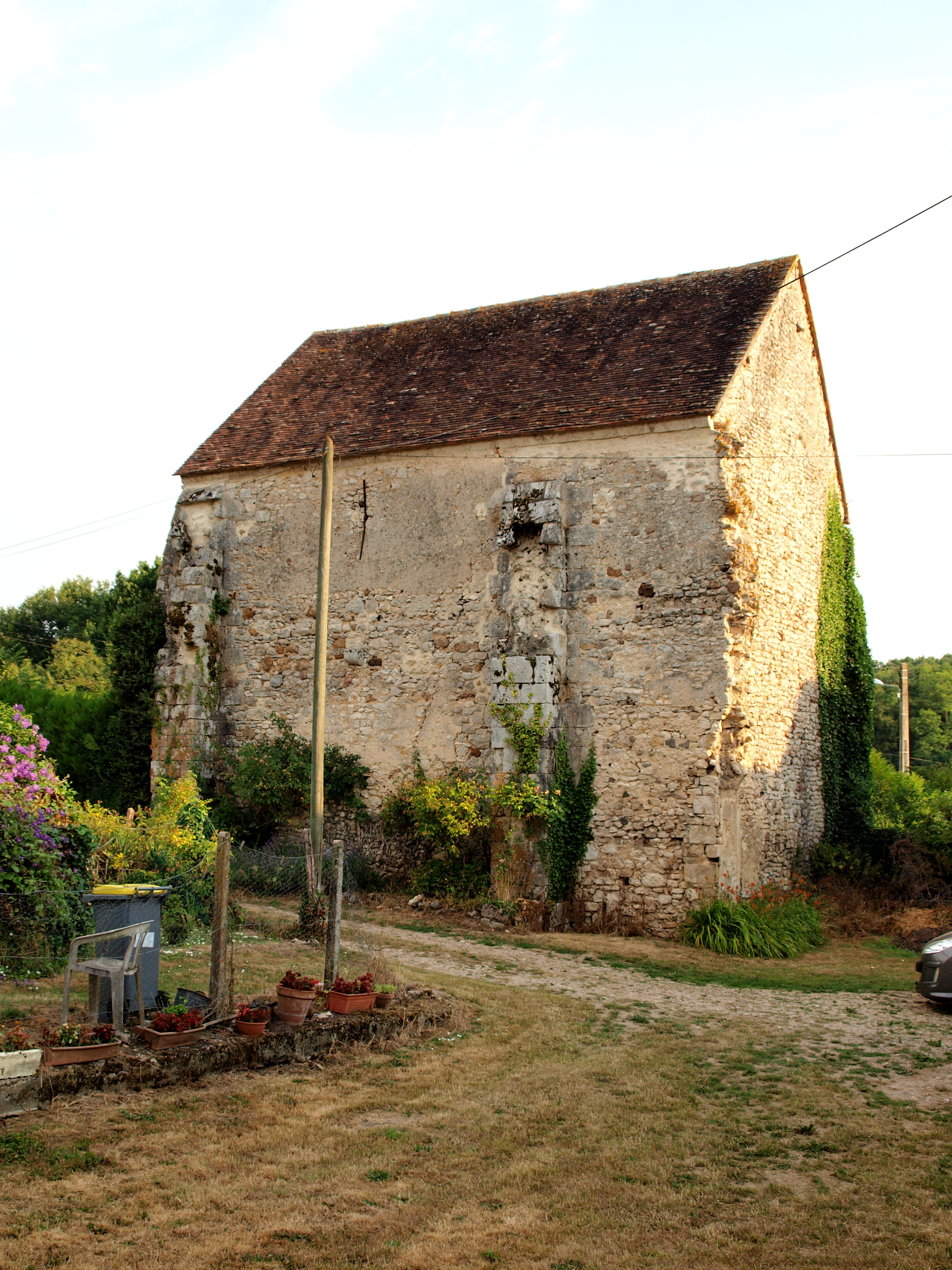
Kapelle Saint-Laurent de Passy
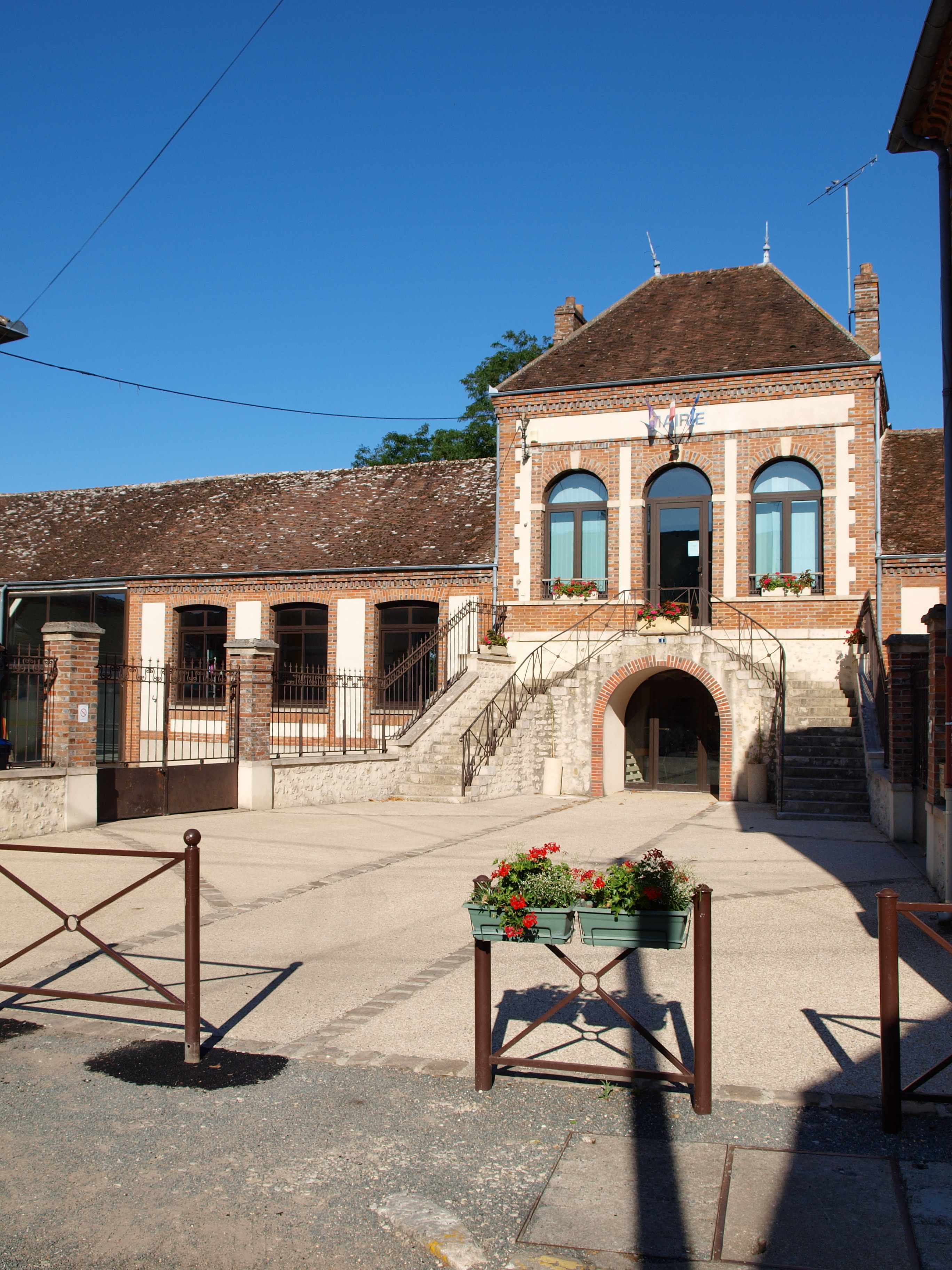
Die Mairie
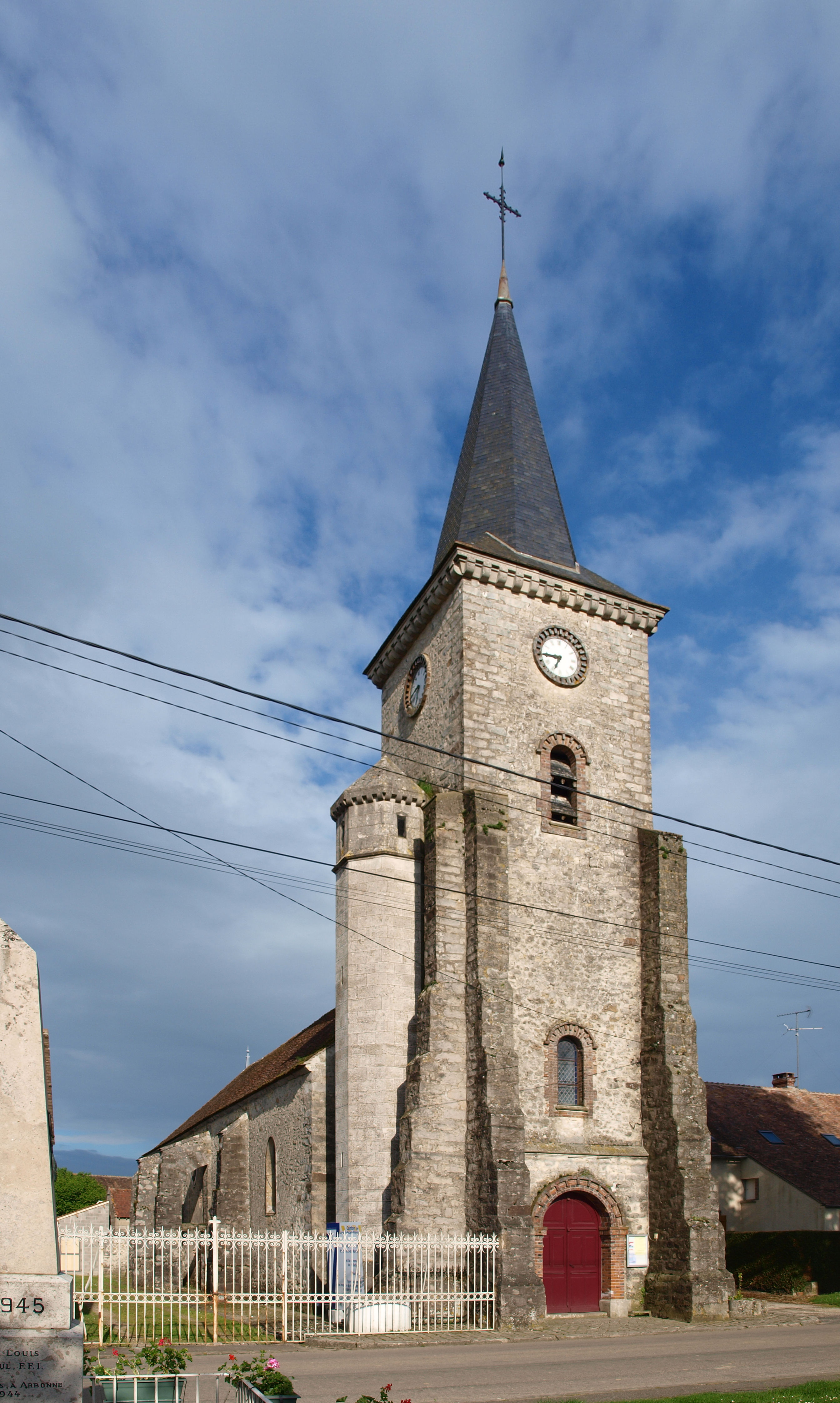
Kirche Sainte-Avoy
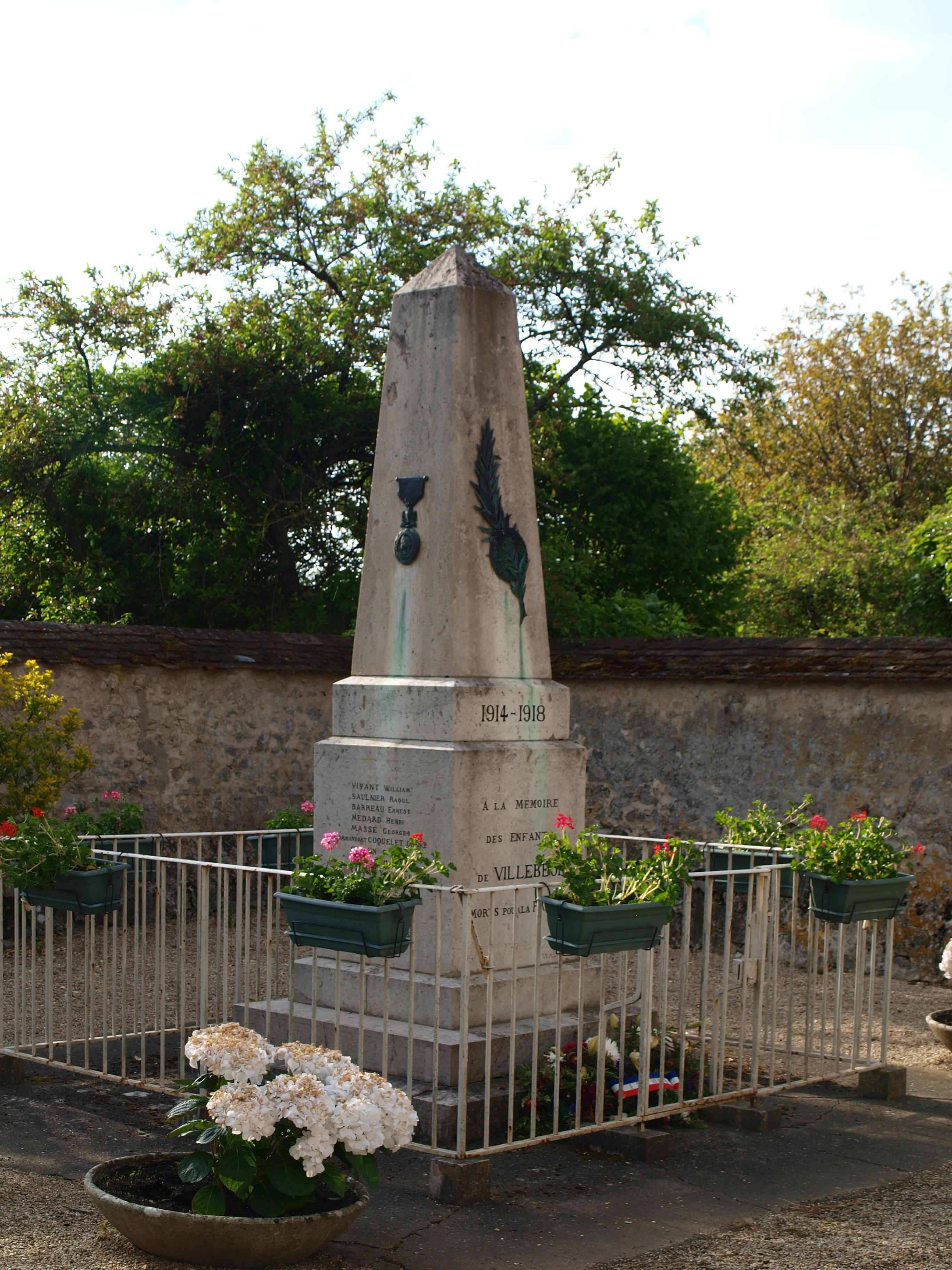
Kriegerdenkmal